# Karl Novak

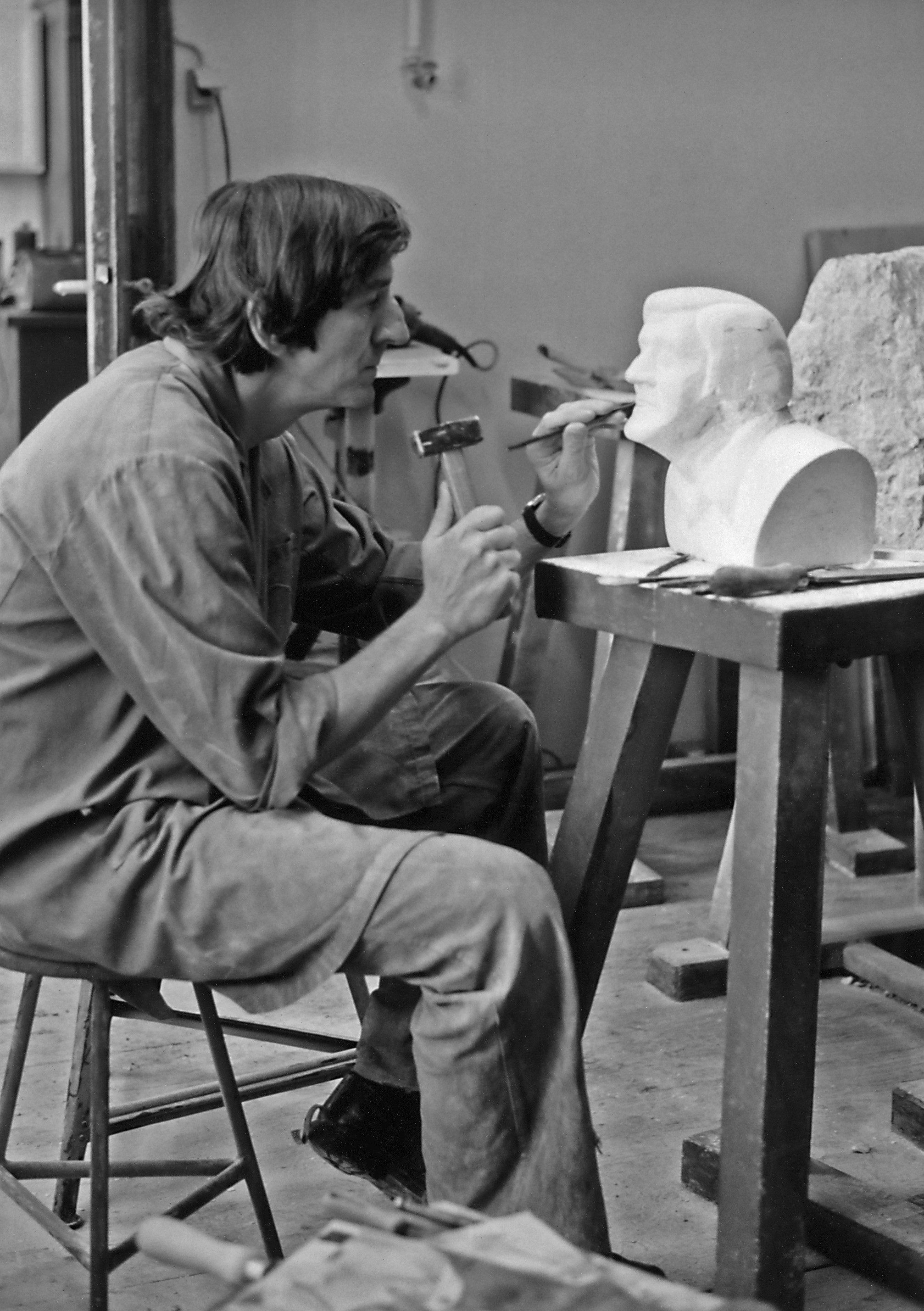
Selbstporträt 1984

Karl Novak (* 18. März 1942 in Wien; † 14. Mai 2020 ebenda) war ein zeitgenössischer österreichischer Bildhauer.

## Leben
Karl Novak wurde als Sohn von Karl Novak (* 1889) und Therese Novak, geb. Svoboda (* 1902) in Wien geboren. Der Vater kam aus dem Ersten Weltkrieg als Kriegsinvalide zurück, konnte jedoch nach einigen Jahren den Beruf des Gärtners wieder aufnehmen. Er beteiligte sich am Aufbau der Maresch-Siedlung im 15. Bezirk und ließ sich dort nieder. Die Mutter wurde in Wischathal, NÖ, in eine Familie mit neun Kindern geboren und arbeitete später in einer Wiener Bäckerei. Nach der Heirat blieb sie zuhause bei den Kindern. Hans und Franz Svoboda, Brüder der Mutter, gründeten im 17. Bezirk von Wien eine Perlmuttdrechslerei. Neben der Fabrikation von Knöpfen entstanden in der Werkstätte auch plastische Arbeiten und 
Schmuckstücke. Später experimentierten sie mit dem Werkstoff Galalith. Ein weiterer Onkel war Holzbildhauer, ein anderer Intarsien-Tischler. Nach dem Besuch der Schule schloss Karl Novak die Lehre zum Mechaniker ab. Besonders inspirierte ihn die Arbeit seiner Onkel, für sie stellte er die ersten Maschinen und Werkzeuge her. Er sah sich als Erbe des Svoboda-Geistes und interessierte sich für historische Technik, Handwerk und Kunst. Von beruflichen Reisen und Bergtouren brachte er Holz und Stein mit. Eine weitere Leidenschaft war die Fotografie. Die Kamera hatte er zeitlebens dabei.

## Arbeiten
1975 nach dem Besuch eines Bildhauersymposiums im Steinbruch von Bernstein, begann Karl Novak autodidaktisch mit der Bildhauerei, die ersten plastischen Arbeiten aus Stein entstanden in diesem Jahr. Später begann er mit der Bearbeitung von Holz, dem wichtigsten Material für seine plastische Arbeit.
1983 bezog er sein erstes Atelier, eine Hinterhofwerkstatt in der Zieglergasse im 7. Bezirk. In diesen Jahren schloss er sich der Künstlergemeinschaft Lukasgilde und dem Klosterneuburger Künstlerbund an und beteiligte sich an zahlreichen Ausstellungen. Den Beruf des Mechanikers beendete er 1989 und wurde freischaffender Bildhauer.
1990 schloss sich Karl Novak der Berufsvereinigung der bildenden Künstler Österreichs im Schloss Schönbrunn und dem Mödlinger Künstlerbund an, 1992 dem Künstlerverband Österreichischer Bildhauer. In der Berufsvereinigung übernahm er zunächst das Archiv und digitalisiert die Daten der letzten 100 Jahre.
1992 bezog er ein neues Atelier im 12. Bezirk, eine intensive Schaffensperiode folgte.
2006 wurde Karl Novak Präsident der Berufsvereinigung Bildender Künstler Österreichs und engagierte sich in dieser Position ein Jahrzehnt für die Vereinigung und ihre Mitglieder.
2018 gab Karl Novak die Arbeit an großen Skulpturen auf und arbeitete weiter an kleineren Objekten. Er nutzte die Zeit für Recherchen zu seinem umfangreichen Archiv über die Bildhauerei Österreichs und die Fotografie. Neben der fotografischen Dokumentation von Werken österreichischer Bildhauer fotografierte Karl Novak meist Menschen im Alltag und das Stadtbild. Sein Interesse galt auch der Chronik, der Aufzeichnung von historischem und zeitgenössischem Geschehen.
2020 starb Karl Novak am 14. Mai 2020 in Wien.

## Arbeiten im öffentlichen Raum
1996 Steinbrunnen im Donau-Kraftwerk Ybbs-Persenbeug
1999 Skulptur „Wächter der Au“ im Donau-Kraftwerk Freudenau
2002 Mahnmal für die ehemalige Synagoge in Mödling, NÖ; Arbeiten mit sakraler Symbolik u. a. für die Pfarre St. Josef in Mauer, Pfarre Wischathal, Pfarre Göllersdorf

## Ehrungen
1993 Theodor-Körner-Preis zur Förderung von Wissenschaft und Kunst
2017 Goldenes Ehrenzeichen für Verdienste um die Republik Österreich

## Mitgliedschaften
1990 – 2020 BV Berufsvereinigung der bildenden Künstler Österreichs (2006 – 2016 Präsident)
1990 – 2020 Mödlinger Künstlerbund
1992 – 2015 Künstlerverband Österreichischer Bildhauer
1990 – 1999 BVÖ Bundesverband bildender Künstler Österreichs, heute IG Bildende Kunst
in den 80er Jahren Klosterneuburger Künstlerbund und Lukasgilde

## Belege
1. ↑  Karl Novak † 14.5.2020 – mödlingerkünstlerbund. Abgerufen am 19. Juni 2020 (deutsch).
2. ↑  Österreichischer Bildhauerverband: Karl Novak. Abgerufen am 27. Juni 2019.
3. ↑  basis wien: basis wien - Karl Novak. Abgerufen am 27. Juni 2019.

| Personendaten    | Personendaten              |
| ---------------- | -------------------------- |
| NAME             | Novak, Karl                |
| KURZBESCHREIBUNG | österreichischer Bildhauer |
| GEBURTSDATUM     | 18. März 1942              |
| GEBURTSORT       | Wien                       |
| STERBEDATUM      | 14. Mai 2020               |
| STERBEORT        | Wien                       |